# Trnava
För andra betydelser, se Trnava (olika betydelser).
Trnava (på ungerska Nagyszombat, på tyska Tyrnau) är en stad i västra Slovakien, som är belägen ca 50 km nordost om huvudstaden Bratislava. Staden som har en yta av 71,5 km² har en befolkning, som uppgår till 68 292 invånare (2005). De äldsta kyrkorna i den gamla stadskärnan byggdes redan under medeltiden.

## Vänorter
- Břeclav, Tjeckien
- Casale Monferrato, Italien
- Balakovo, Ryssland